# 江口美貴
江口 美貴（えぐち みき、1984年5月15日 - ）は、日本の元AV女優。
東京都出身。ロータス東京に所属していた。

## 略歴
愛称はミキティ、または「江口」+「ミキティ」でエグティ。
2002年、彩毬（さいまり）名義で九鬼から単体女優としてデビュー。
2004年、江口美貴名義で再デビュー。藤本美貴（元モーニング娘。）似のキュートなルックスで、企画系の作品を中心に出演した。
2007年に引退。

## 作品

### アダルトビデオ
彩毬 名義
- NEW FACE25 未知の世界（2002年10月26日、TANK / 九鬼） ※デビュー作
- 敏感 BINKAN（2002年11月22日、TANK）

江口美貴 名義
2004年
- SHY【シャイ】（8月19日、SODクリエイト） ※「江口美貴」としてのデビュー作
- 女性専門風俗店（9月3日、ワープエンタテインメント）
- LEG SEXⅡ 3（11月5日、ジャネス）
- 凌辱　女子校生精液地獄（12月15日、隼エージェンシー）
- 素人痴態実録（12月17日、未来・フューチャー）

2005年
- ロリロリ中出し（2月7日、隼エージェンシー）
- こだわりの手コキ 39人の手コキ嬢（2月17日、隼エージェンシー）
- 花・女子大生 3 あなたへ贈るコトバ（2月20日、イマージュ）オムニバス作品
- 真　ブルセラ◆17（3月11日、桃太郎映像出版）
- 江口美貴 with the Cute Friend「s」（3月28日、ブレイブキング）オムニバス作品
- キス・コレクション2 34人のべろんちょ娘（4月15日、隼エージェンシー）
- オナニスト ［第十章］（5月18日、隼エージェンシー）他多数出演
- 女子校生レイプ　犯されまくる9人の女子校生（5月18日、隼エージェンシー）
- 腹切り 第三巻（5月27日、GIGA）
- HEROINE討伐餓鬼地獄 Vol.03 戦えミスヒロイン!バトルスクランブル壊滅か?（6月3日、GIGA）
- 帰ってきたスーパーヒロイン EPISODE.09 怪傑猿丸（6月10日、GIGA）
- フェラマニア 25人のおしゃぶり姫（6月15日、隼エージェンシー）
- ジャネス Gの穴（6月17日、ジャネス）オムニバス作品
- レズ淫落聖女 コスプ･レ･ズ 4（7月15日、U&K）
- 萌えコス。[amtd-miki 通販アンドロイド]（7月22日、タカラ映像）
- QUIET8（7月22日、プレステージ）
- 輪姦ぶっかけ中出しレイプ 1（8月5日、U&K）
- ヌルヌル妖艶遊び 1（8月26日、U&K）
- 若妻のカラダ（9月2日、タカラ映像）
- 全国の女子校生（9月18日、フリービジョン）オムニバス作品
- 僕は女性専用マンションオーナー パート2（9月22日、V&Rプロダクツ）
- Eromo（9月26日、ブレイブキング）
- 欲情不倫妻 〜清楚な変態妻〜（10月5日、グローバルメディア）
- Hey Miki! 江口美貴 ヤラセテあ・げ・る（10月8日、オーロラプロジェクト）
- やっぱ!中出しでしょ 3 10人の中出し姫（10月13日、隼エージェンシー）
- 筆下ろし最高峰 5（10月20日、ホットエンターテイメント）
- 若妻白書〜不貞な身体（11月4日、タカラ映像）
- シャイニングロボ 黒い瞳の青蓮（11月11日発売、GIGA）
- なんでもアリの女子高生限定ウテウテダンス甲痴園2（11月17日、ディープス）
- ERO-MIX2（11月19日、スタイルアート）
- 僕だけのメイド（12月14日、エイチ・エス映像）
- お姉さん黒Stoking 2（12月16日、笠倉出版社）
- 競泳水着の女（12月21日、ヒビノ）
- 彼女のカノジョと*01（12月21日、ゴーゴーズ）

2006年
- 騙されて、初めてアナルに挿されました（1月2日、桃太郎映像出版）
- 江●美貴の裏モザイク無しビデオ（1月11日、エイチ・エス映像）
- 下着メーカーに転職したらモテた（ハート）パート1 ～社内会議はお約束!女子社員一同下着姿。～（1月19日、V&Rプロダクツ）
- いい女が痴女（1月25日、サイド・ビー制作室）
- 痴女サミット（2月4日、アキノリ）
- 素人ギャルズ［LEVEL A］ Ver.20（2月17日、アリスJAPAN）
- ロリM女教師 私、飼われてます。（3月3日、GLAY'ｚ）
- レズサミット（3月4日、アキノリ）
- Nurse H白書（3月4日、フリービジョン）オムニバス作品
- 龍縛奥儀伝承2（3月7日、アタッカーズ）
- 萌えコス。スペシャル Vol.02 萌え系マニア編（3月16日、タカラ映像）
- いじめられっ娘・9 女王のクラス編（3月24日、ビッグモーカル）
- S級 素人ギャル千人斬り! 7（3月24日、うまなみ。）
- ツンデレたちに犯されたい…。（4月15日、ドグマ）
- メイド姉妹（4月28日、TMA）
- もしもこんな痴女がいたら… 7（4月28日、うまなみ。）
- 奴隷島第三章四女・晴香の屈服（5月7日、アタッカーズ）
- ハーレム学園プレミアムVOL.1（6月7日、プレミアム）
- 黒人強姦FUCK（8月7日、アタッカーズ）
- SEX-GRAPHY（8月10日、ゴーゴーズ）
- うまなみ。プレゼンツ21 S級素人千人斬り4時間 4（9月22日、おかず。）うまなみ。作品『S級 素人ギャル千人斬り! 7』のセルDVD化作品
- 拘束素人娘 1 江口美貴 18歳（10月10日、リンダ）
- 奴隷M秘書（10月25日、イマージュ）
- Tokyo Private Mode 001 ［美貴］ (11月8日、I.B.WORKS）
- うまなみプレゼンツ 27　もしもこんな痴女がいたら…。4時間 2（12月29日、おかず。（ケイ・エム・プロデュース）） ※『もしもこんな痴女がいたら… 7』のセルDVD化作品

2007年
- アタッカーズ創立10周年感謝企画 SMに堕ちた女達…（2月7日、アタッカーズ）
- 32人の乳もみインタビュー 4時間（8月10日、TMA）